# Don't Lose My Number
Don't Lose My Number is een single van Phil Collins van zijn derde solo-album No Jacket Required. Het nummer gaat over een persoon die "Billy" heet. De zanger hoopt deze persoon te vinden (en hoopt dat Billy nog steeds zijn nummer heeft). De single kwam uit in 1985, hetzelfde jaar dat het album uitkwam. In de Verenigde Staten bereikte Don't Lose My Number de vierde plaats in de hitlijsten.

## 7": Atlantic / 7-89536 (VS)
1. "Don't Lose My Number"
2. "We Said Hello Goodbye"

## 12": Atlantic / 0-86863 (VS)
1. "Don't Lose My Number [Extended Mix]" (6:32)
2. "Don't Lose My Number"
3. "We Said Hello Goodbye"

## Hitnoteringen

### NederlandseSingle Top 100
| Hitnotering: (Week 1) 13-07-1985 Hitnotering: (Week 2 t/m 3) 27-07-1985 t/m 03-08-1985 | Hitnotering: (Week 1) 13-07-1985 Hitnotering: (Week 2 t/m 3) 27-07-1985 t/m 03-08-1985 | Hitnotering: (Week 1) 13-07-1985 Hitnotering: (Week 2 t/m 3) 27-07-1985 t/m 03-08-1985 | Hitnotering: (Week 1) 13-07-1985 Hitnotering: (Week 2 t/m 3) 27-07-1985 t/m 03-08-1985 | Hitnotering: (Week 1) 13-07-1985 Hitnotering: (Week 2 t/m 3) 27-07-1985 t/m 03-08-1985 | Hitnotering: (Week 1) 13-07-1985 Hitnotering: (Week 2 t/m 3) 27-07-1985 t/m 03-08-1985 |
| Week:                                                                                  | 1                                                                                      |                                                                                        | 2                                                                                      | 3                                                                                      |                                                                                        |
| -------------------------------------------------------------------------------------- | -------------------------------------------------------------------------------------- | -------------------------------------------------------------------------------------- | -------------------------------------------------------------------------------------- | -------------------------------------------------------------------------------------- | -------------------------------------------------------------------------------------- |
| Positie:                                                                               | 48                                                                                     | uit                                                                                    | 44                                                                                     | 49                                                                                     | uit                                                                                    |